# Marc Dugge
Marc Dugge (* 1976 in Bad Homburg vor der Höhe) ist ein deutscher Fernseh- und Hörfunkjournalist. Seit August 2016 ist er Leiter des ARD-Studios Madrid.

## Werdegang
Marc Dugge studierte in München Politikwissenschaft, Kommunikationswissenschaft und Neuere Deutschen Literatur. Neben dem Studium arbeitete er als Autor vor allem für den Jugend- und Kinderfunk des Bayerischen Rundfunks. Beim Privatsender Antenne Bayern arbeitete er in dieser Zeit als Redakteur und Reporter.

Nach dem Studienende 2003 absolvierte er beim Hessischen Rundfunk in Frankfurt ein "bimediales Redaktionsvolontariat" (Hörfunk und Fernsehen). Anschließend arbeitete er in bei hr1 als Redakteur und in der Moderation.

Im Frühjahr 2006 wechselte er als "Junior-Hörfunkkorrespondent" in das hr/RBB/SR/RB-Gruppenstudio Washington. Von 2008 bis 2012 war Marc Dugge Leiter des ARD-Hörfunkstudios Nord- und Westafrika in Rabat in Marokko. Von 2012 bis 2014 war er beim Hessischen Rundfunk in der Welle hr-iNFO als Moderator und Redakteur tätig.